# Canada op de Olympische Zomerspelen 1968
Canada nam deel aan de Olympische Zomerspelen 1968 in Mexico-Stad, Mexico. Er namen 13 sporters deel in veertien olympische sportdisciplines, waarbij vijf medailles werden behaald.

## Medailles
| Sport        | Olympiër(s)                                                     | Onderdeel             | Medaille |
| ------------ | --------------------------------------------------------------- | --------------------- | -------- |
| Paardensport | Jim Day Thomas Gayford Jim Elder                                | springconcours team   | Goud     |
| Zwemmen      | Ralph Hutton                                                    | 400m vrije slag (m)   | Zilver   |
| Zwemmen      | Elaine Tanner                                                   | 100m rugslag (v)      | Zilver   |
| Zwemmen      | Elaine Tanner                                                   | 200m rugslag (v)      | Zilver   |
| Zwemmen      | Angela Coughlan Marilyn Corson-Whitney Elaine Tanner Marion Lay | 4x100m vrije slag (v) | Brons    |

## Deelnemers en resultaten

### Atletiek
| Olympiër                                                    | Onderdeel             | Resultaat | Prestatie |
| ----------------------------------------------------------- | --------------------- | --------- | --- |
| Harry Jerome                                                | 100m (m)              | 7e        | serie 7: 1ste in 10,35 kwartfinale 2: 4de in 10,22 halve finale 1: 3de in 10,17 finale: 7de in 10,2 |
| Harry Jerome                                                | 200m (m)              | 28e       | serie 5: 5de in 21,22 kwartfinale 1: 8ste in 21,43 |
| Don Domansky                                                | 400m (m)              | 34e       | serie 7: 5de in 46,46 |
| Ross MacKenzie                                              | 400m (m)              | 16e       | serie 4: 4de in 47,05 kwartfinale 1: 4de in 46,15 halve finale 2: 8ste in 49,28 |
| Dave Bailey                                                 | 1500m (m)             | 29e       | serie 1: 6de in 3.52,11 |
| Norm Trerise                                                | 1500m (m)             | 19e       | serie 4: 5de in 3.47,67 halve finale 2: 10de in 3.57,30 |
| Dave Ellis                                                  | 5000m (m)             | DNF       | serie 3: niet gefinisht |
| Bob Finlay                                                  | 5000m (m)             | 11e       | serie 1: 4de in 14.31,8 finale: 11de in 14.45,0 |
| Dave Ellis                                                  | 10000m (m)            | 25e       | 31.06,6 |
| Wes Brooker                                                 | 400m horden (m)       | 20e       | serie 2: 5de in 51,5 |
| Bob McLaren                                                 | 400m horden (m)       | 24e       | serie 1: 6de in 51,8 |
| Ross MacKenzie Brian MacLaren Bill Crothers Wes Brooker     | 4x400m (m)            | 15e       | serie 3: 7de in 3.09,70 |
| Andy Boychuk                                                | marathon (m)          | 10e       | 2:28.40 |
| Jerome Drayton                                              | marathon (m)          | DNF       | niet gefinisht |
| Felix Cappella                                              | 20km snelwandelen (m) | DNF       | niet gefinisht |
| Karl-Heinz Merschenz                                        | 20km snelwandelen (m) | 18e       | 1:40.11 |
| Felix Cappella                                              | 50km snelwandelen (m) | 23e       | 4:58.31,6 |
| Karl-Heinz Merschenz                                        | 50km snelwandelen (m) | 9e        | 4:37.57,4 |
| Michel Charland                                             | verspringen (m)       | 26e       | kwalificatie groep B: 14de met 7,35m |
| Wilf Wedmann                                                | hoogspringen (m)      | 33e       | kwalificatie groep B: 16de met 2,00m |
| George Puce                                                 | discuswerpen (m)      | 14e       | kwalificatie groep A: 13de met 57,34m |
| William Heikila                                             | speerwerpen (m)       | 22e       | kwalificatie groep B: 8ste met 71,20m |
|                                                             |                       |           | |
| Stephanie Berto                                             | 100m (v)              | 30e       | serie 5: 5de in 11,8 |
| Debbie Miller                                               | 100m (v)              | 17e       | serie 1: 5de in 11,7 kwartfinale 2: 7de in 11,6 |
| Irene Piotrowski                                            | 100m (v)              | 9e        | serie 2: 2de in 11,3 kwartfinale 4: 3de in 11,3 halve finale 1: 6de in 11,5 |
| Irene Piotrowski                                            | 200m (v)              | 18e       | serie 2: 5de in 23,7 |
| Anne Covell                                                 | 400m (v)              | 18e       | serie 2: 5de in 54,3 |
| Joan Fisher                                                 | 400m (v)              | 17e       | serie 1: 4de in 54,6 halve finale 1: 8ste in 55,2 |
| Abby Hoffman                                                | 800m (v)              | 7e        | serie 4: 2de in 2.08,9 halve finale 1: 4de in 2.07,0 finale: 7de in 2.06,8 |
| Jenny Meldrum                                               | 80m horden (v)        | 25e       | serie 3: 5de in 11,1 |
| Deborah Miller Stephanie Berto Joan Hendry Irene Piotrowski | 4x100m (v)            | 10e       | serie 1: 5de in 44,7 |
| Joan Hendry                                                 | verspringen (v)       | DNF       | kwalificatie groep B: geen geldige poging |
| Jay Dahlgren                                                | speerwerpen (v)       | 13e       | 51,34m |
| Jenny Meldrum                                               | vijfkamp (v)          | 11e       | 80m horden: 6de in 11,0 (1044 punten) kogelstoten: 9de in 12,41 (882 punten) hoogspringen: 11de in 1,59m (934 punten) verspringen: 19de met 5,89m (964 punten) 200m: 10de in 24,83 (950 punten) totaal: 4774 punten |

### Boksen
| Olympiër       | Onderdeel | Resultaat | Prestatie                                                                          |
| -------------- | --------- | --------- | ---------------------------------------------------------------------------------- |
| Walter Henry   | -51kg (m) | 9e        | 1ste ronde: vrij 2de ronde: V van GHA Destimo: scheidsrechterlijke beslissing      |
| Marvin Arneson | -60kg (m) | 17e       | 1ste ronde: vrij 2de ronde: V van GBR Stracey: 2-3                                 |
| Donato Paduano | -67kg (m) | 9e        | 1ste ronde: vrij 2de ronde: W van NGR Onye: 4-1 3de ronde: V van ARG Guilloti: 0-5 |

### Gewichtheffen
| Olympiër        | Onderdeel   | Resultaat | Prestatie                                                                                  |
| --------------- | ----------- | --------- | ------------------------------------------------------------------------------------------ |
| Chun Hon Chan   | -56kg (m)   | 11e       | drukken: 9de met 102,5kg trekken: 12de met 90,0kg stoten: 12de met 117,5kg totaal: 310kg   |
| Aldo Roy        | -82,5kg (m) | 15e       | drukken: 19de met 132,5kg trekken: 13de met 125,0kg stoten: 13de met 162,5kg totaal: 420kg |
| Pierre St. Jean | -82,5kg (m) | 10e       | drukken: 14de met 135kg trekken: 8ste met 132,5kg stoten: 9de met 167,5kg totaal: 435kg    |
| Paul Bjarnason  | -90kg (m)   | 21e       | drukken: 24ste met 125kg trekken: 16de met 127,5kg stoten: 21ste met 155kg totaal: 407,5kg |

### Kanovaren
| Olympiër                                          | Onderdeel     | Resultaat | Prestatie                                                                          |
| ------------------------------------------------- | ------------- | --------- | ---------------------------------------------------------------------------------- |
| Christopher Hook                                  | C-1 1000m (m) | 9e        | serie 1: 3de in 4.34,9 finale: 9de in 4.55,88                                      |
| John Wood Scott Lee                               | C-2 1000m (m) | DSQ       | serie 2: gediskwalificeerd                                                         |
| Gabor Joo                                         | K-1 1000m (m) | 17e       | serie 3: 5de in 4.11,8 herkansingen: 2de in 4.29,40 halve finale 1: 6de in 4.17,50 |
| Arpad Simonyik Jean Barre                         | K-2 1000m (m) | 13e       | serie 2: 6de in 4.14,5 herkansingen: 3de in 3.59,03 halve finale 1: 4de in 3.58,37 |
| Arpad Simonyik Wolfgang Ruck Gabor Joo Jean Barre | K-4 1000m (m) | DNF       | serie 3: 6de in 3.39,0 herkansingen: niet gestart                                  |
|                                                   |               |           |                                                                                    |
| Majorie Homer-Dixon                               | K-1 500m (m)  | 12e       | serie 2: 6de in 2.18,5 herkansingen: 6de in 2.20,84                                |
| Claudia Hunt Betty Gowans                         | K-2 500m (m)  | 10e       | serie 1: 4de in 2.12,1 herkansingen: 4de in 2.07,88                                |

### Paardensport
| Olympiër                                                   | Onderdeel   | Resultaat | Prestatie |
| Dressuur                                                   | Dressuur    | Dressuur  | Dressuur |
| ---------------------------------------------------------- | ----------- | --------- | --- |
| Christilot Hanson-Boylen                                   | individueel | 19e       | kwalificatie: 19de met 677 punten |
| Inez Fischer-Credo                                         | individueel | 15e       | kwalificatie: 15de met 732 punten |
| Zoltan Sztehlo                                             | individueel | 25e       | kwalificatie: 25ste met 603 punten |
| Christilot Hanson-Boylen Inez Fischer-Credo Zoltan Sztehlo | team        | 7e        | 2012 punten |
| Eventing                                                   |             |           | |
| Alan Ehrlick                                               | individueel | 39e       | dressuur: 32ste met 99,00 strafpunten crosscountry: 38ste met 291,60 strafpunten springconcours: 12de met 10 strafpunten totaal: 400,60 strafpunten      |
| Norman Elder                                               | individueel | 31e       | dressuur: 38ste met 108,01 strafpunten crosscountry: 35ste met 203,20 strafpunten springconcours: 28ste met 23,25 strafpunten totaal: 332,46 strafpunten |
| Robin Hahn                                                 | individueel | 9e        | dressuur: 28ste met 97,01 strafpunten crosscountry: 8ste met 11,60 punten springconcours: 12de met 10 strafpunten totaal: 95,41 strafpunten              |
| Barry Sonshine                                             | individueel | 33e       | dressuur: 36ste met 103,01 strafpunten crosscountry: 36ste met 246,80 strafpunten springconcours: 12de met 10 strafpunten totaal: 359,81 strafpunten     |
| Alan Ehrlick Norman Elder Robin Hahn Barry Sunshine        | team        | 8e        | dressuur: 10de met 299,02 strafpunten crosscountry: 10de met 438,40 strafpunten springconcours: 3de met 30 strafpunten totaal: 787,68 strafpunten        |
| Springconcours                                             |             |           | |
| Jim Day                                                    | individueel | 13e       | 1ste ronde: 3de met 4 strafpunten 2de ronde: 16de met 16 strafpunten totaal: 20 strafpunten                                                              |
| Jim Elder                                                  | individueel | 6e        | 1ste ronde: 9de met 8 strafpunten 2de ronde: 1ste met 4 strafpunten totaal: 12 strafpunten                                                               |
| Torchy Millar                                              | individueel | 36e       | 1ste ronde: 36ste met 31,50 strafpunten |
| Jim Day Jim Elder Torchy Millar                            | team        | Goud      | 1ste ronde: 2de met 49,50 strafpunten 2de ronde: 1ste met 53,25 strafpunten totaal: 102,75 strafpunten                                                   |

### Roeien
| Olympiër | Onderdeel       | Resultaat | Prestatie                                                                       |
| --- | --------------- | --------- | ------------------------------------------------------------------------------- |
| Roger Jackson | skiff (m)       | 11e       | serie 2: 2de in 7.55,88 halve finale 2: 5de in 8.10,64 finale B: 5de in 8.10,64 |
| Robert Stubbs Daryl Sturdy | dubbel-twee (m) | 13e       | serie 3: 4de in 7.36,52 herkansingen: 4de                                       |
| Lyle Gatley John Ulinder | twee-zonder (m) | 13e       | serie 2: 6de in 7.55,10 herkansingen: 4de in 7.33,46                            |
| Clayton Brown Neil Campbell Richard Crooker Joel Finlay Daryl MacDonald John McIntyre John Richardson John Ross Daryl Sturdy Richard Symsyk | acht (m)        | 9e        | serie 1: 4de in 6.21,22 herkansingen: 4de in 6.31,14                            |

### Schermen
| Olympiër                                          | Onderdeel       | Resultaat | Prestatie                                                                              |
| ------------------------------------------------- | --------------- | --------- | -------------------------------------------------------------------------------------- |
| Peter Bakonyi                                     | degen (m)       | 17e       | 1ste ronde groep 2: 4de met 2 overwinningen 2de ronde groep 1: 4de met 2 overwinningen |
| Magdy Conyd                                       | degen (m)       | 48e       | 1ste ronde groep 9: 4de met 3 overwinningen 2de ronde groep 8: 6de met 0 overwinningen |
| Gerry Wiedel                                      | degen (m)       | 59e       | 1ste ronde groep 11: 5de met 1 overwinning                                             |
| John Andru Peter Bakonyi Magdy Conyd Gerry Wiedel | degen team (m)  | 11e       | 1ste ronde groep 3: 3de met 1 overwinning                                              |
| Peter Bakonyi                                     | floret (m)      | 59e       | 1ste ronde groep 11: 5de met 0 overwinningen                                           |
| Magdy Conyd                                       | floret (m)      | 58e       | 1ste ronde groep 10: 5de met 0 overwinningen                                           |
| Gerry Wiedel                                      | floret (m)      | 46e       | 1ste ronde groep 3: 3de met 3 overwinningen 2de ronde groep 6: 6de met 1 overwinning   |
| John Andru Peter Bakonyi Magdy Conyd Gerry Wiedel | floret team (m) | 11e       | 1ste ronde groep 5: 3de met 0 overwinningen                                            |
| John Andru                                        | sabel (m)       | 27e       | 1ste ronde groep 3: 5de met 2 overwinningen                                            |
|                                                   |                 |           |                                                                                        |
| Sigrid Chatel                                     | floret (v)      | 19e       | 1ste ronde groep 6: 4de met 3 overwinningen 2de ronde groep 3: 5de met 1 overwinning   |

### Schietsport
| Olympiër         | Onderdeel              | Resultaat | Prestatie                         |
| ---------------- | ---------------------- | --------- | --------------------------------- |
| Alf Mayer        | 50m geweer 3 houdingen | 38e       | 1127 punten: (395-379-353)        |
| Gerry Ouellette  | 50m geweer 3 houdingen | 6e        | 1151 punten: (396-391-364)        |
| Gerry Ouellette  | 50m geweer liggend     | 20e       | 593 punten: (96-100-100-99-99-99) |
| Rudy Schulze     | 50m geweer liggend     | 38e       | 590 punten: (99-96-100-99-99-97)  |
| William Hare     | 50m pistool            | 15e       | 549 punten: (90-92-96-94-89-88)   |
| Jules Sobrian    | 50m pistool            | 31e       | 543 punten: (88-90-89-92-89-95)   |
| Keith Elder      | 25m snelvuurpistool    | 51e       | 554 punten: (277-277)             |
| Jules Sobrian    | 25m snelvuurpistool    | 34e       | 576 punten: (287-289)             |
| Donald Sanderlin | skeet                  | 15e       | 191 punten                        |
| Harry Willsie    | skeet                  | 37e       | 181 punten                        |
| John Primrose    | trap                   | 8e        | 194 punten                        |
| Edward Shaske    | trap                   | 16e       | 192 punten                        |

### Schoonspringen
| Olympiër        | Onderdeel     | Resultaat | Prestatie                                                                           |
| --------------- | ------------- | --------- | ----------------------------------------------------------------------------------- |
| Kenneth Sully   | 3m plank (m)  | 25e       | voorronde: 25ste met 74,62 punten                                                   |
| Bob Eaton       | 10m toren (m) | 25e       | voorronde: 25ste met 82,09 punten                                                   |
| Kenneth Sully   | 10m toren (m) | 33e       | voorronde: 33ste met 65,41 punten                                                   |
|                 |               |           |                                                                                     |
| Beverly Boys    | 3m plank (v)  | 7e        | voorronde: 10de met 86,86 punten finale: 5de met 43,45 punten totaal: 130,31 punten |
| Nancy Robertson | 3m plank (v)  | 13e       | voorronde: 13de met 82,21 punten                                                    |
| Beverly Boys    | 10m toren (v) | 4e        | voorronde: 11de met 44,65 punten finale: 2de met 53,32 punten totaal: 97,97 punten  |
| Nancy Robertson | 10m toren (v) | 8e        | voorronde: 12de met 44,10 punten finale: 3de met 46,56 punten totaal: 90,66 punten  |

### Turnen
| Olympiër                                                                           | Onderdeel                | Resultaat | Prestatie |
| ---------------------------------------------------------------------------------- | ------------------------ | --------- | --- |
| Barry Brooker                                                                      | meerkamp individueel (m) | 106e      | vloer: 104de met 15,90 punten sprong: 92ste met 17,65 punten brug: 112de met 15,25 punten rekstok: 109de met 16,45 punten ringen: 97ste met 16,45 punten paard met bogen: 104de met 15,00 punten totaal: 96,70 punten  |
| Roger Dion                                                                         | meerkamp individueel (m) | 103e      | vloer: 105de met 15,85 punten sprong: 94ste met 17,60 punten brug: 101ste met 16,80 punten rekstok: 74ste met 17,80 punten ringen: 109de met 14,40 punten paard met bogen: 82ste met 17,00 punten totaal: 99,45 punten |
| Sid Jensen                                                                         | meerkamp individueel (m) | 77e       | vloer: 88ste met 17,05 punten sprong: 49ste met 18,20 punten brug: 90ste met 17,40 punten rekstok: 70ste met 18,00 punten ringen: 32ste met 18,25 punten paard met bogen: 89ste met 16,70 punten totaal: 105,60 punten |
| Gilbert Larose                                                                     | meerkamp individueel (m) | 64e       | vloer: 57ste met 17,90 punten sprong: 41ste met 18,30 punten brug: 90ste met 17,40 punten rekstok: 92ste met 17,40 punten ringen: 28ste met 18,30 punten paard met bogen: 42ste met 17,95 punten totaal: 107,25 punten |
| Steve Mitruk                                                                       | meerkamp individueel (m) | 96e       | vloer: 109de met 15,35 punten sprong: 99ste met 17,45 punten brug: 97ste met 17,15 punten rekstok: 90ste met 17,45 punten ringen: 95ste met 16,50 punten paard met bogen: 63ste met 17,50 punten totaal: 101,40 punten |
| Barry Brooker Roger Dion Sid Jensen Gilbert Larose Steve Mitruk                    | meerkamp team (m)        | 16e       | vloer: 16de met 82,05 punten sprong: 14de met 89,20 punten brug: 16de met 84,00 punten rekstok: 16de met 87,10 punten ringen: 16de met 83,90 punten paard met bogen: 15de met 84,15 punten totaal: 510,40 punten       |
|                                                                                    |                          |           | |
| Suzanne Cloutier                                                                   | meerkamp individueel (v) | 81e       | vloer: 79ste met 17,20 punten sprong: 71ste met 17,35 punten brug: 61ste met 17,35 punten balk: 90ste met 15,50 punten totaal: 67,40 punten                                                                            |
| Jennifer Diachun                                                                   | meerkamp individueel (v) | 51e       | vloer: 60ste met 17,70 punten sprong: 44ste met 18,05 punten brug: 47ste met 17,70 punten balk: 62ste met 17,00 punten totaal: 70,45 punten                                                                            |
| Sandra Hartley                                                                     | meerkamp individueel (v) | 62e       | vloer: 49ste met 17,90 punten sprong: 60ste met 17,75 punten brug: 81ste met 16,25 punten balk: 40ste met 17,85 punten totaal: 69,75 punten                                                                            |
| Teresa McDonnell                                                                   | meerkamp individueel (v) | 71e       | vloer: 56ste met 17,75 punten sprong: 68ste met 17,40 punten brug: 83ste met 16,05 punten balk: 62ste met 17,00 punten totaal: 68,20 punten                                                                            |
| Marilynn Minaker                                                                   | meerkamp individueel (v) | 79e       | vloer: 82ste met 17,15 punten sprong: 76ste met 17,20 punten brug: 87ste met 15,85 punten balk: 55ste met 17,40 punten totaal: 67,60 punten                                                                            |
| Suzanne Cloutier Jennifer Diachun Sandra Hartley Teresa McDonnell Marilynn Minaker | meerkamp team (v)        | 11e       | vloer: 11de met 87,70 punten sprong: 11de met 87,75 punten brug: 12de met 83,20 punten balk: 12de met 84,75 punten totaal: 343,40 punten                                                                               |

### Wielersport
| Olympiër                                      | Onderdeel          | Resultaat | Prestatie |
| Baan                                          | Baan               | Baan      | Baan |
| --------------------------------------------- | ------------------ | --------- | --- |
| Bob Boucher                                   | sprint (m)         | 9e        | 1ste ronde serie 7: 2de 1ste ronde herkansingen: 2de                                                               |
| Jocelyn Lovell                                | sprint (m)         | 9e        | 1ste ronde serie 10: 2de 1ste ronde herkansingen: 1ste in 11,30 2de ronde serie 3: 3de 2de ronde herkansingen: 2de |
| Jocelyn Lovell                                | tijdrit (m)        | 7e        | 1.05,18 |
| Weg                                           |                    |           | |
| Jules Béland                                  | wegwedstrijd (m)   | DNF       | 1ste ronde serie 7: 2de 1ste ronde herkansingen: 2de                                                               |
| Joe Jones                                     | wegwedstrijd (m)   | 64e       | 5:30.13 |
| Yves Landry                                   | wegwedstrijd (m)   | DNF       | niet gefinisht |
| Marcel Roy                                    | wegwedstrijd (m)   | 55e       | 5:05.13 |
| Jules Béland Joe Jones Yves Landry Marcel Roy | ploegentijdrit (m) | 25e       | 2:27.18,4 |

### Worstelen
| Olympiër         | Onderdeel   | Resultaat   | Prestatie                                                                                  |
| Vrije stijl      | Vrije stijl | Vrije stijl | Vrije stijl                                                                                |
| ---------------- | ----------- | ----------- | ------------------------------------------------------------------------------------------ |
| Herb Singerman   | -57kg (m)   | 11e         | 1ste ronde: W van PHI Famatid 2de ronde: V van IND Singh 3de ronde: V van BUL Shavov       |
| Pat Bolger       | -63kg (m)   | 15e         | 1ste ronde: V van HUN Rusznyák 2de ronde: V van ROU Coman                                  |
| Gord Garvie      | -70kg (m)   | 23e         | 1ste ronde: V van IRI Movahed 2de ronde: V van CUB Lebeque                                 |
| Brian Heffel     | -78kg (m)   | 12e         | 1ste ronde: W van AUS O'Brien 2de ronde: V van URS Shakhmuradov 3de ronde: V van MGL Artag |
| Robert Chamberot | -87kg (m)   | 17e         | 1ste ronde: V van GBR Grinstead 2de ronde: V van ITA Marcheggiani                          |
| Ed Millard       | -97kg (m)   | 13e         | 1ste ronde: V van MGL Bayanmönkh 2de ronde: W van POL Długosz 3de ronde: V van HUN Csatári |
| Harry Geris      | +97kg (m)   | 10e         | 1ste ronde: V van FRG Dietrich 2de ronde: V van FRA Uytterhaeghe                           |
| Grieks-Romeins   |             |             |                                                                                            |
| Herb Singerman   | -57kg (m)   | 22e         | 1ste ronde: V van LIB Nakouzi 2de ronde: V van RAU El-Sayed                                |
| Gord Garvie      | -70kg (m)   | 13e         | 1ste ronde: V van POR Galantinho 2de ronde: W van GUA Aldama 3de ronde: V van TCH Mácha    |
| Brian Heffel     | -78kg (m)   | 19e         | 1ste ronde: V van ROU Ţăranu 2de ronde: V van BUL Zarev                                    |
| Ed Millard       | -97kg (m)   | 15e         | 1ste ronde: V van JPN Nagao 2de ronde: V van URS Jakovenko                                 |
| Harry Geris      | +97kg (m)   | 12e         | 1ste ronde: V van USA Roop 2de ronde: V van FRA Uytterhaeghe                               |

### Zeilen
| Olympiër                               | Onderdeel       | Resultaat | Prestatie                         |
| -------------------------------------- | --------------- | --------- | --------------------------------- |
| Paul Henderson                         | finn            | 20e       | 126 punten: (19-20-9-20-16-10-16) |
| Roger Green Stewart Green              | flying dutchman | 7e        | 79 punten: (9-16-5-5-2-18-13)     |
| Bruce Kirby Oswald Blouin              | star            | 15e       | 107 punten: (4-18-14-15-16-5-8)   |
| Steve Tupper Dave Miller Tim Irwin     | dragon          | 4e        | 64,1 punten: (3-8-13-6-8-7-3)     |
| Stanley Leibel Ernest Weiss Jack Hasen | 5,5m            | 6e        | 68 punten: (DNF/s>-9-12-7-2-2-10) |

### Zwemmen
| Olympiër                                                | Onderdeel             | Resultaat | Prestatie                                                                         |
| ------------------------------------------------------- | --------------------- | --------- | --------------------------------------------------------------------------------- |
| Glen Finch                                              | 100m vrije slag (m)   | 25e       | serie 8: 4de in 56,0                                                              |
| John Gilchrist                                          | 100m vrije slag (m)   | 12e       | serie 6: 2de in 55,4 halve finale 3: 5de in 54,8                                  |
| John Gilchrist                                          | 200m vrije slag (m)   | 12e       | serie 3: 1ste in 2.01,8                                                           |
| Ralph Hutton                                            | 200m vrije slag (m)   | 4e        | serie 8: 1ste in 2.00,0 finale: 4de in 1.54,6                                     |
| George Smith                                            | 200m vrije slag (m)   | 20e       | serie 6: 3de in 2.03,2                                                            |
| Ralph Hutton                                            | 400m vrije slag (m)   | Zilver    | serie 5: 1ste in 4.21,0 finale: 2de in 4.11,7                                     |
| Ron Jacks                                               | 400m vrije slag (m)   | 16e       | serie 6: 4de in 4.29,4                                                            |
| Ralph Hutton                                            | 1500m vrije slag (m)  | 5e        | serie 1: 2de in 17.35,9 finale: 5de in 17.15,6                                    |
| Jim Shaw                                                | 100m rugslag (m)      | 5e        | serie 3: 1ste in 1.01,8 halve finale 1: 2de in 1.01,9 finale: 5de in 1.01,4       |
| Jim Shaw                                                | 200m rugslag (m)      | 18e       | serie 1: 5de in 2.21,0                                                            |
| Bill Mahony                                             | 100m schoolslag (m)   | 11e       | serie 5: 3de in 1.09,7 halve finale 3: 5de in 1.09,7                              |
| Bill Mahony                                             | 200m schoolslag (m)   | 11e       | serie 1: 1ste in 2.36,4                                                           |
| Tom Arusoo                                              | 100m vlinderslag (m)  | 11e       | serie 6: 3de in 59,8 halve finale 2: 4de in 59,6                                  |
| Ron Jacks                                               | 100m vlinderslag (m)  | 19e       | serie 2: 3de in 1.00,5 halve finale 2: 7de in 1.00,5                              |
| Tom Arusoo                                              | 200m vlinderslag (m)  | 11e       | serie 2: 3de in 2.12,7                                                            |
| Ron Jacks                                               | 200m vlinderslag (m)  | 20e       | serie 1: 4de in 2.18,1                                                            |
| Ken Campbell                                            | 200m wisselslag (m)   | 16e       | serie 6: 3de in 2.20,9                                                            |
| Sandy Gilchrist                                         | 200m wisselslag (m)   | 6e        | serie 5: 1ste in 2.16,8 finale: 6de in 2.16,6                                     |
| George Smith                                            | 200m wisselslag (m)   | 5e        | serie 2: 1ste in 2.16,4 finale: 5de in 2.15,9                                     |
| Ken Campbell                                            | 400m wisselslag (m)   | 28e       | serie 3: 6de in 5.19,6                                                            |
| Sandy Gilchrist                                         | 400m wisselslag (m)   | 5e        | serie 5: 2de in 4.57,5 finale: 5de in 4.56,7                                      |
| George Smith                                            | 400m wisselslag (m)   | 10e       | serie 4: 2de in 5.04,                                                             |
| Glen Finch George Smith Ralph Hutton Sandy Gilchrist    | 4x100m vrije slag (m) | 7e        | serie 1: 2de in 3.40,3 finale: 7de in 3.39,2                                      |
| Ron Jacks George Smith Ralph Hutton Sandy Gilchrist     | 4x200m vrije slag (m) | 7e        | serie 1: 2de in 8.10,5 finale: 4de in 8.03,2                                      |
| Jim Shaw Bill Mahony Tom Arusoo Sandy Gilchrist         | 4x100m wisselslag (m) | 7e        | serie 1: 3de in 4.06,0 finale: 7de in 4.07,3                                      |
|                                                         |                       |           |                                                                                   |
| Marion Lay                                              | 100m vrije slag (v)   | 25e       | serie 7: 1ste in 1.00,6 halve finale 1: 1ste in 1.00,7 finale: 4de in 1.00,5      |
| Angela Coughlan                                         | 200m vrije slag (v)   | 19e       | serie 4: 2de in 2.20,9                                                            |
| Marion Lay                                              | 200m vrije slag (v)   | 10e       | serie 3: 2de in 2.16,7                                                            |
| Angela Coughlan                                         | 400m vrije slag (v)   | 7e        | serie 6: 1ste in 4.47,4 finale: 7de in 4.51,9                                     |
| Angela Coughlan                                         | 800m vrije slag (v)   | 6e        | serie 1: 2de in 10.00,2 finale: 6de in 9.56,4                                     |
| Elaine Tanner                                           | 100m rugslag (v)      | Zilver    | serie 3: 1ste in 1.07,6 halve finale 2: 1ste in 1.07,4 (OR) finale: 2de in 1.06,7 |
| Anne Walton                                             | 100m rugslag (v)      | 26e       | serie 4: 5de in 1.13,0                                                            |
| Elaine Tanner                                           | 200m rugslag (v)      | Zilver    | serie 4: 1ste in 2.30,9 finale: 2de in 2.27,4                                     |
| Anne Walton                                             | 200m rugslag (v)      | 20e       | serie 1: 4de in 2.39,4                                                            |
| Jeanne Warren                                           | 200m rugslag (v)      | 17e       | serie 1: 3de in 2.37,9                                                            |
| Marilyn Corson                                          | 100m vlinderslag (v)  | 17e       | serie 5: 4de in 1.10,7                                                            |
| Jeanne Warren                                           | 100m vlinderslag (v)  | 15e       | serie 1: 3de in 1.10,0 halve finale 1: 7de in 1.09,7                              |
| Marilyn Corson                                          | 200m vlinderslag (v)  | 15e       | serie 4: 4de in 2.41,8                                                            |
| Jeanne Warren                                           | 200m vlinderslag (v)  | 13e       | serie 2: 3de in 2.40,7                                                            |
| Angela Coughlan Marilyn Corson Elaine Tanner Marion Lay | 4x100m vrije slag (v) | Brons     | serie 3: 2de in 4.14,1 finale: 3de in 4.07,2                                      |
| Anne Walton Jeanne Warren Elaine Tanner Marion Lay      | 4x100m wisselslag (v) | 10e       | serie 1: 5de in 4.43,1                                                            |

Afghanistan · Algerije · Amerikaanse Maagdeneilanden · Argentinië · Australië · Bahama's · Barbados · België · Bermuda · Birma · Bolivia · Bondsrepubliek Duitsland · Brazilië · Brits-Honduras · Bulgarije · Canada · Centraal-Afrikaanse Republiek · Ceylon · Chili · Colombia · Congo-Kinshasa · Costa Rica · Cuba · Denemarken · Dominicaanse Republiek · Duitse Democratische Republiek · Ecuador · El Salvador · Ethiopië · Fiji · Filipijnen · Finland · Frankrijk · Ghana · Griekenland · Groot-Brittannië · Guatemala · Guinee · Guyana · Honduras · Hongarije · Hongkong · Ierland · IJsland · India · Indonesië · Irak · Iran · Israël · Italië · Ivoorkust · Jamaica · Japan · Joegoslavië · Kameroen · Kenia · Koeweit · Libanon · Libië · Liechtenstein · Luxemburg · Madagaskar · Maleisië · Mali · Malta · Marokko · Mexico · Monaco · Mongolië · Nederland · Nederlandse Antillen · Nicaragua · Nieuw-Zeeland · Niger · Nigeria · Noorwegen · Oeganda · Oostenrijk · Pakistan · Panama · Paraguay · Peru · Polen · Portugal · Puerto Rico · Roemenië · San Marino · Senegal · Sierra Leone · Singapore · Soedan · Sovjet-Unie · Spanje · Suriname · Syrië · Taiwan · Tanzania · Thailand · Trinidad en Tobago · Tunesië · Turkije · Tsjaad · Tsjecho-Slowakije · Uruguay · Venezuela · Verenigde Arabische Republiek · Verenigde Staten · Vietnam · Zambia · Zuid-Korea · Zweden · Zwitserland